# Congreso de Música Árabe de El Cairo
El Congreso de Música Árabe de El Cairo, (en francés, Congrès de musique arabe du Caire) - (Primer Congreso de Música Árabe; en árabe : مؤتمر الموسيقى العربية الأول ; Mu'tamar al'mūsiqā al-'arabiyya al-awwal ), fue un gran simposio internacional y festival de música convocado por el rey Fuad I de Egipto en El Cairo, que se llevó a cabo desde el 14 de marzo al 3 de abril de 1932. La idea le había sido sugerida al rey Fuad por el etnomusicólogo francés, el Barón Rodolphe d'Erlanger. 
Este congreso fue el primer foro a gran escala sobre música no europea que reunió a distinguidos compositores, académicos, intérpretes y educadores de países europeos y árabes para presentar, discutir, documentar y registrar las muchas tradiciones musicales de los árabes del norte de África y el Medio Oriente.

## Resumen

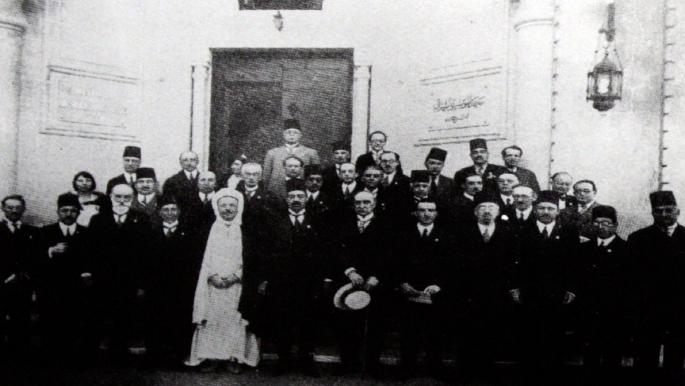
Participantes del Congreso de Música Árabe de El Cairo, 1932

El 20 de enero de 1932, por decreto real, se nombró una comisión para organizar el congreso de música árabe de El Cairo. 
Esta comisión estuvo encabezada por el ministro de Educación Pública Muhammad Hilmi Isa Pacha, d'Erlanger como vicepresidente y Mahmud Ahmed El-Hefni a cargo de la Secretaría General.
El festival se llevó a cabo en la Academia Nacional de Música, en la calle Malika Nazly número 22, ahora llamada calle Ramses, en el distrito Azbakeya del centro de El Cairo. Este gran acontecimiento atrajo a académicos e intérpretes de todo el mundo de habla árabe, así como de Turquía, incluidos Muhammad Fathi, Ali Al-Darwish, Kamil Al-Khulai, Mahmud Hefni, Tawfiq Al-Sabbagh, Rauf Yekta Bey, Mohammed Gnanem , Mohammed Ben Hassan, Mohammed Cherif y Mesut Cemil ), así como académicos, compositores y musicólogos europeos como Henry George Farmer , Béla Bartók , Paul Hindemith , Alexis Chottin (director del Conservatorio Nacional de Música Árabe de Rabat), el padre M. Collangettes , Erich Moritz von Hornbostel , Curt Sachs y Robert Lachmann. Las naciones que enviaron delegaciones de músicos incluyeron a Argelia , Egipto , Irak , Marruecos , Siria , Túnez y Turquía , que representan su propia tradición musical .
Las secciones del Congreso se centraron en el pasado, presente y futuro de la música árabe y, creyendo que dicha música estaba en declive, hizo recomendaciones para su revitalización y preservación. 
Se grabaron 360 interpretaciones de música árabe de los grupos visitantes, y muchas de estas grabaciones sobreviven en la fonoteca de la Biblioteca Nacional de Francia. 162 de estos registros fueron publicados por la empresa HMV, y el rey Fuad I entregó una colección de esos registros al Museo Guimet de París.
Además, se presentaron propuestas para la modernización y estandarización de la música árabe, incluida una propuesta para estandarizar el sistema de afinación árabe a 24 pasos iguales por octava, incluidos los cuarto de tono , sustituyendo así el sistema tradicional no temperado por un sistema de temperamento igual. El delegado egipcio Muhammad Fathi recomendó que los instrumentos occidentales se integraran en conjuntos árabes, debido a lo que él creía que eran sus cualidades expresivas superiores.
Tres congresos similares se llevaron a cabo en los años siguientes, pero ninguno fue de la escala e influencia del que se llevó a cabo en 1932.

## Discografía
- 1988 - Congrès du Caire, 1932: musique arabe savante & populaire / Muhammad al Qubbanji, Dawud Hosni, Muhammad Ghanim, etc. 2 CDs made from historical recordings in the occasion of Cairo Congress in 1932: v. 1. Musique savante de Bagdad/Irak; Musique populaire/Égypte—v. 2. Musique citadine de Tlemcen/Algérie; Musique savante de Fès/Maroc; Musique citadine de Tunis/Tunisie. Includes a special booklet in Arabic, English, and French. Paris: Édition Bibliothèque Nationale - L'Institut du Monde arabe (Ma`had al-`Alam al-`Arabi), APN 88-9,10.
- 1989 - Maroc: Musique Classique / Congres du Caire 1932 Cheikh Mohamed Chouika and Omar Jaïdi / Moroccan famous musicians. Paris: Club du Disque Arabe/Artistes Arabes Associés AAA006.
- 1994 - Le Maqam en Iraq vol. I Congres du Caire 1932 / Mohamed Elkabandji / Iraqi singer Mohamed Elkabandji (b. 1901), et al. Paris: Club du Disque Arabe AAA087.
- 1994 - Malouf Tunisien: La Musique Classique Tunisienne - Congres du Caire 1932. Tunisian classical music performed by Mohamed Ben Hassan and Mohamed Cherif. Paris: Club du Disque Arabe AAA094.
- 1994 - Le Maqam en Iraq vol. II Congres du Caire 1932 / Mohamed Elkabandji / Historical recordings of Iraqi Mohamed Elkabandji (b. 1901), et al. Paris: Club du Disque Arabe AAA097.
- 1995 - Musique Classique Arabo-Andalouse - ECOLE DE TLEMCEN Congres du Caire 1932 / ELHADJ ELARBI BENSARI et RODWANE. Historical recordings of Algerian El Haji El Arabi (1857-1954) and his son Rodwane. Paris: Club du Disque Arabe AAA098.